# Communauté de communes du Cœur du Poitou
La communauté de communes du Cœur du Poitou est une ancienne communauté de communes française, située dans le département des Deux-Sèvres et la région Nouvelle-Aquitaine.

## Histoire
La communauté de communes du Cœur du Poitou a été créée le 21 juin 1993. 
En décembre 2006, la commune de Fontenille-Saint-Martin-d'Entraigues y entre à son tour.
Le 31 décembre 2016, elle est dissoute pour intégrer la communauté de communes du Cellois, Cœur du Poitou, Mellois et Val de Boutonne (nom provisoire).

## Composition
depuis 2006, elle regroupait les vingt-sept communes des deux cantons de Chef-Boutonne et Sauzé-Vaussais : 
| Nom                                  | Code Insee | Gentilé          | Superficie (km2) | Population (dernière pop. légale) | Densité (hab./km2) |
| ------------------------------------ | ---------- | ---------------- | ---------------- | --------------------------------- | ------------------ |
| Chef-Boutonne (siège)                | 79083      | Chef-Boutonnais  | 40,38            | 2 122 (2014)                      | 53                 |
| Les Alleuds                          | 79006      | Alleusiens       | 9,15             | 274 (2014)                        | 30                 |
| Ardilleux                            | 79011      |                  | 10,35            | 172 (2014)                        | 17                 |
| Aubigné                              | 79018      |                  | 29,15            | 213 (2014)                        | 7,3                |
| La Bataille                          | 79027      |                  | 6,28             | 81 (2014)                         | 13                 |
| Bouin                                | 79045      | Bouinais         | 8,33             | 135 (2014)                        | 16                 |
| Caunay                               | 79060      |                  | 14,42            | 180 (2014)                        | 12                 |
| La Chapelle-Pouilloux                | 79074      |                  | 7,85             | 181 (2014)                        | 23                 |
| Clussais-la-Pommeraie                | 79095      | Clusséens        | 31,03            | 591 (2014)                        | 19                 |
| Couture-d'Argenson                   | 79106      |                  | 24,16            | 376 (2014)                        | 16                 |
| Crézières                            | 79107      | Créziérois       | 4,25             | 47 (2014)                         | 11                 |
| Fontenille-Saint-Martin-d'Entraigues | 79122      |                  | 15,11            | 587 (2014)                        | 39                 |
| Gournay-Loizé                        | 79136      |                  | 23,23            | 599 (2014)                        | 26                 |
| Hanc                                 | 79140      | Hancois          | 18,12            | 256 (2014)                        | 14                 |
| Limalonges                           | 79150      | Limalongeois     | 24,39            | 846 (2014)                        | 35                 |
| Lorigné                              | 79152      |                  | 11,10            | 292 (2014)                        | 26                 |
| Loubigné                             | 79153      |                  | 11,01            | 161 (2014)                        | 15                 |
| Loubillé                             | 79154      | Loubilléens      | 21,21            | 385 (2014)                        | 18                 |
| Mairé-Levescault                     | 79163      |                  | 17,38            | 573 (2014)                        | 33                 |
| Melleran                             | 79175      | Melleranais      | 19,90            | 524 (2014)                        | 26                 |
| Montalembert                         | 79180      | Montalembertiens | 11,80            | 258 (2014)                        | 22                 |
| Pers                                 | 79205      |                  | 4,73             | 71 (2014)                         | 15                 |
| Pioussay                             | 79211      | Pioussayens      | 13,77            | 305 (2014)                        | 22                 |
| Pliboux                              | 79212      |                  | 15,29            | 210 (2014)                        | 14                 |
| Sauzé-Vaussais                       | 79307      | Sauzéens         | 19,08            | 1 618 (2014)                      | 85                 |
| Tillou                               | 79330      | Tillolais        | 10,04            | 327 (2014)                        | 33                 |
| Villemain                            | 79349      |                  | 16,68            | 157 (2014)                        | 9,4                |

## Administration
| Période                                  | Période       | Identité         | Étiquette | Qualité                              |
| ---------------------------------------- | ------------- | ---------------- | --------- | ------------------------------------ |
| Les données manquantes sont à compléter. |               |                  |           |                                      |
|                                          |               |                  |           |                                      |
|                                          | avril 2014    | Claude Redien    |           |                                      |
| avril 2014                               | décembre 2016 | Fabrice Michelet | DVD       | Maire de Chef-Boutonne (depuis 2001) |

## Éléments
- Régime fiscal (au 1er janvier 2006) : fiscalité additionnelle.
- Superficie : 6,71 % du département des Deux-Sèvres.
- Population : 3,19 % du département des Deux-Sèvres.
- Évolution annuelle de la population (entre 1990 et 1999) : -0,57 % (-0,05 % pour le département).
- 1 ville de plus de 2 000 habitants : Chef-Boutonne.